# Y'a d'la rumba dans l'air
Singles de Alain Souchon
S'asseoir par terre
(1976) Jamais content
(1977)
Y'a d'la rumba dans l'air est une chanson d'Alain Souchon sortie en single en 1977. Elle est écrite et interprétée par Alain Souchon et la musique est composée par Laurent Voulzy. Elle est devenue une des chansons incontournables du répertoire d'Alain Souchon.

## Présentation
Sur un air de rumba, Y'a d'la rumba dans l'air commence par un couplet en italien chanté par la voix sensuelle de Marie Ruggeri. La voix, le ton et le formulé du répond (« je sais, je sais… ») sont une référence parodique au 45-tours Maintenant je sais publié à l'été 1974 par Jean Gabin sur un texte de Jean-Loup Dabadie. Jean Gabin avait commencé sa carrière cinématographique précisément « avant-guerre », période à laquelle est située la chanson. Bien qu'ostensiblement ironique, il s'agit même d'une mise en abyme puisque le jeu rumba du piano omniprésent et le chant renvoient à ce premier « âge d'or » de la première partie de carrière de l'acteur.  
Cette chanson exprime une certaine mélancolie de la vie et évoque le temps qui passe. Elle invite à profiter de chaque instant et notamment de l'amour.

## Classement
| Classement (1977) | Meilleure place |
| ----------------- | --------------- |
| France (IFOP)     | 17              |

## Reprise
- Philippe Katerine a repris cette chanson en 2017 sur l'album hommage à Alain Souchon, Souchon dans l'air.